# Tiliphagus lycoposugus
Tiliphagus lycoposugus är en insektsart som beskrevs av Smith, C.F. 1965. Tiliphagus lycoposugus ingår i släktet Tiliphagus och familjen långrörsbladlöss. Inga underarter finns listade i Catalogue of Life.